# Оходњица
Оходњица (слч. Ochodnica) насељено је мјесто са административним статусом сеоске општине (слч. obec) у округу Кисуцке Нове Место, у Жилинском крају, Словачка Република.

## Становништво
| Година:    | 1994. | 2004.   | 2014.   | 2024.   |
| ---------- | ----- | ------- | ------- | ------- |
| Број људи: | 2027  | 2017    | 1932    | 1933    |
| Разлика:   |       | -0,49 % | -4,21 % | +0,05 % |

| Година:    | 2023. | 2024.   |
| ---------- | ----- | ------- |
| Број људи: | 1933  | 1933    |
| Разлика:   |       | +1,42 % |

Према подацима о броју становника из 2023. године насеље је имало 1.933 становника.